# Міклешть (Васлуй)
Міклешть, Міклешті (рум. Miclești) — село у повіті Васлуй в Румунії. Входить до складу комуни Міклешть.
Село розташоване на відстані 297 км на північний схід від Бухареста, 22 км на північ від Васлуя, 41 км на південний схід від Ясс.

## Населення
За даними перепису населення 2002 року у селі проживали 1078 осіб, усі — румуни. Усі жителі села рідною мовою назвали румунську.